# Сокол, Данила Андреевич
Данила Андреевич Сокол (бел. Даніла Андрэевіч Сокал; род. 27 февраля 2001, Мозырь, Гомельская область) — белорусский футболист, вратарь клуба БАТЭ.

## Карьера

### «Славия» Мозырь

#### Начало карьеры
Начинал заниматься футболом в мозырском СДЮШОР-1. В 2016 году футболист присоединился к мозырскому «Монтажнику», за который дебютировал в возрасте 15 лет, став одним из самых молодых игроков в белорусском футболе. В 2017 году футболист присоединился к мозырской «Славии», где стал выступать за дублирующий состав. Также футболист на любительском уровне выступал за мозырский «Монтажник». В 2018 году футболист думал о завершении профессиональной карьеры, отправившись на учёбу в речицкий колледж. В 2019 году футболист стал игроком клуба по пляжному футболу «М-Сити». В июне 2020 года отправился на сборы со сборной Беларуси по пляжному футболу. В июле 2020 года футболист вернулся в мозырскую «Славию», где выступал за дублирующий состав, пару раз попал в заявку основной команды.

#### Аренда в «Арсенал» Дзержинск
В апреле 2021 года футболист на правах арендного соглашения присоединился к дзержинскому «Арсеналу», соглашение с которым было рассчитано до конца сезона. Новый сезон футболист начал с поражения в четвертьфинальных матчах Кубка Беларуси, где дзержинский клуб уступил жодинскому «Торпедо-БелАЗ», однако сам футболист остался на скамейке запасных. Дебютировал за клуб футболист 9 мая 2021 года в матче против «Барановичей». По итогу сезона футболист вместе с клубом досрочно стал победителем чемпионата, заработав право на повышение в высший дивизион. На протяжении сезона футболист выступал за дзержинский клуб в роли одного из основных игроков, чередуя матчи в стартовом составе. В декабре 2021 года футболист покинул дзержинский клуб по окончании срока арендного соглашения.

#### Сезон 2022-2023
В начале 2022 года футболист приступил к подготовке к новому сезону с основной командой мозырского клуба. Дебютировал за клуб футболист 20 марта 2022 года в матче против борисовского БАТЭ. Футболист сразу же смог закрепиться в основной команде мозырского клуба, став основным вратарём. По итогу своего дебютного сезона футболист признал лучшим игроком мозырского клуба. Новый сезон 2023 года футболист начал с четвертьфинальных матчей Кубка Беларуси, где по сумме матчей победили «Слуцк», выйдя в полуфинал турнира, однако сам футболист остался на скамейке запасных. Сам же футболист на протяжении сезона потерял место в стартовом составе, выйдя на поле лишь в нескольких матчах. В декабре 2023 года футболист продлил контракт с клубом до конца 2025 года.

#### Аренда в «Белшину»
В феврале 2024 года футболист на правах арендного соглашения присоединился к бобруйской «Белшине», соглашение с которой было рассчитано до конца сезона. Дебютировал за клуб футболист 4 мая 2024 года в матче против жодинского «Торпедо-БелАЗ-2». Футболист сразу же смог закрепиться в основной команде бобруйского клуба, став основным вратарём. По итогу сезона футболист вместе с клубом завершил чемпионат на итоговом четвёртом месте в турнирной таблице. На свой счёт футболист успел записать 9 матчей, в которых тот не пропустил ни одного гола. По окончании срока арендного соглашения футболист покинул бобруйский клуб. В декабре 2024 года футболист также покинул мозырскую «Славию», расторгнув контракт по соглашению сторон.

### БАТЭ
В декабре 2024 года появилась информация, что футболист станет игроком борисовского БАТЭ. В январе 2025 года футболист на правах свободного агента присоединился к борисовскому клубу, подписав контракт до конца сезона. Новый сезон футболист начинал в роли резервного вратаря, вскоре отправившись также в расположение второй команды. Дебютный матч за БАТЭ-2 футболист сыграл 29 марта 2025 года против «Орши». За основную команду борисовского клуба футболист дебютировал 20 июня 2025 года в матче против мозырской «Славии».

## Карьера в сборной
В сентябре 2021 года был вызван в молодёжную сборную Беларуси для участия в квалификационных матчах на молодёжный чемпионат Европы. Дебютировал за сборную 8 октября 2021 года в матче против Греции, пропустив 2 мяча. В дальнейшем стал также вызываться на сборы.

## Достижения
«Арсенал» Дзержинск
- Победитель Первой лиги: 2021